# Castillo de Brihuega
El castillo de Peña Bermeja es una fortificación de la localidad española de Brihuega, en la provincia de Guadalajara.

## Descripción

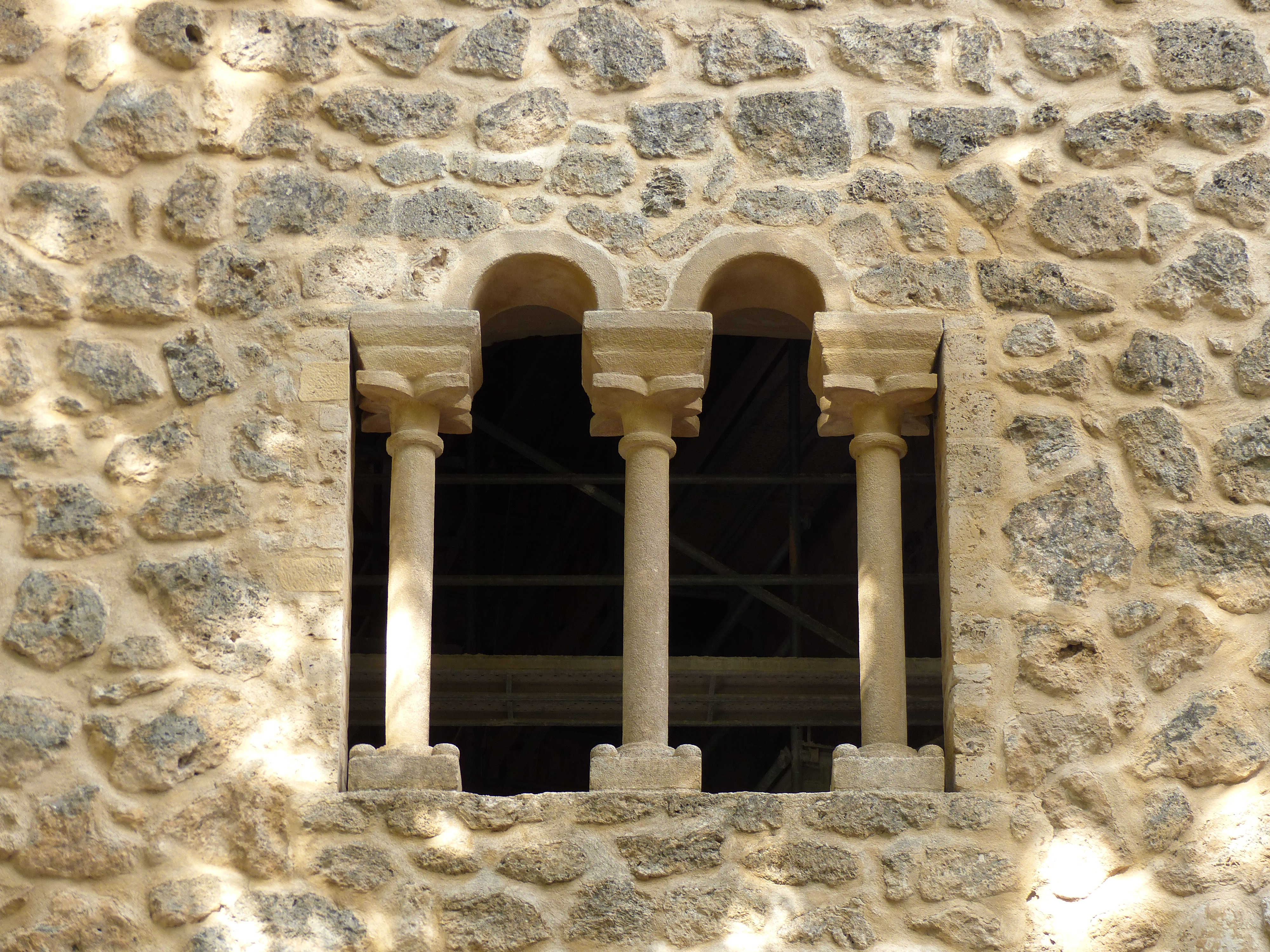
Ventana del castillo

El castillo se encuentra en la localidad guadalajareña de Brihuega, en el sur del núcleo urbano. La fortificación tendría antecedentes musulmanes.
Las ruinas habrían quedado protegidas de forma genérica el 22 de abril de 1949, mediante un decreto publicado el 5 de mayo de ese mismo año en el Boletín Oficial del Estado con la rúbrica del dictador Francisco Franco y del ministro de Educación Nacional José Ibáñez Martín, que sostenía que «Todos los castillos de España, cualquiera que sea su estado de ruina, quedan bajo la protección del Estado». En la actualidad contarían con el estatus de Bien de Interés Cultural. Además está incluido dentro del Conjunto Histórico de la Villa de Brihuega.